# Pelecopsis tenuipalpis
Pelecopsis tenuipalpis är en spindelart som beskrevs av Holm 1979. Pelecopsis tenuipalpis ingår i släktet Pelecopsis och familjen täckvävarspindlar.
Artens utbredningsområde är Uganda. Inga underarter finns listade i Catalogue of Life.